# Dulaglutide

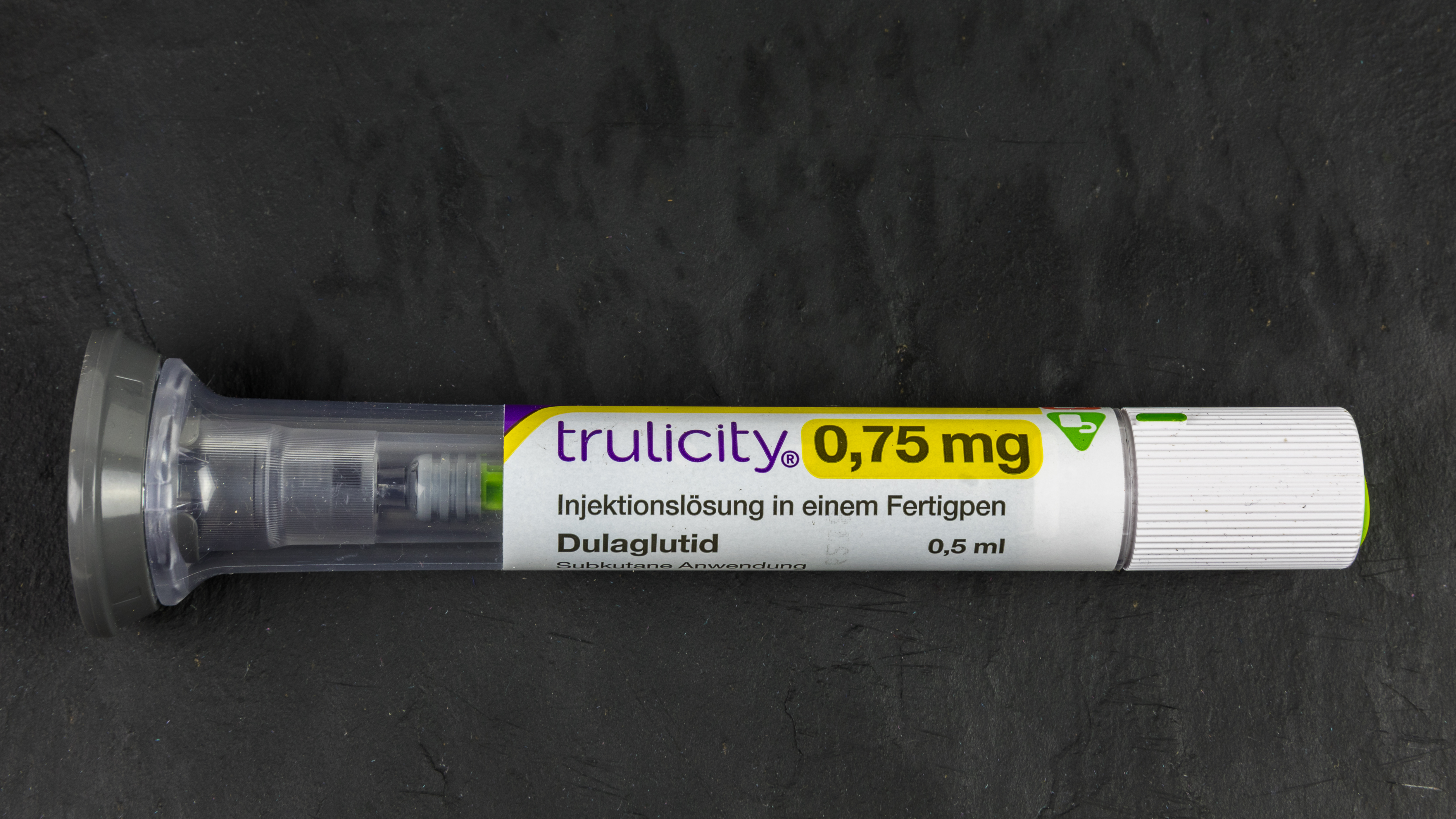
Autoinjector

Le dulaglutide (ou LY2189265)  est un médicament de la classe des incrétinomimétiques pour le traitement du diabète de type 2. Cette substance se caractérise par une longue durée d'action permettant une administration hebdomadaire.

## Pharmacocinétique
Sa demi-vie est d'environ 90 heures.

## Efficacité
Cette demi-vie prolongée permet une administration une fois par semaine par voie sous-cutanée avec une augmentation de la production d'insuline et une baisse significative de l'hémoglobine glyquée.
En terme d'abaissement du taux d'hémoglobine glyquée, il s'avère supérieur à la metformine, à l'exénatide, à la sitagliptine. Il est aussi efficace que le liraglutide.
Il permet une baisse du poids.
En cas d'insuffisance rénale, toujours chez le diabétique, il diminue la dégradation de la fonction rénale. Chez le diabétique tout venant, il diminue l'albuminurie.
Il permet une diminution modérée du risque vasculaire sans influence sur la mortalité.

## Effets secondaires
Ils sont essentiellement intestinaux, nausées ou diarrhée. Il existe un risque d'hypoglycémie.